# Aroterosia punctilineata
Aroterosia punctilineata is een vlinder uit de familie van de spinneruilen (Erebidae). De wetenschappelijke naam van deze soort werd voor het eerst voorgesteld als Ilema punctilineata door George Francis Hampson in een publicatie uit 1901.

## Verspreiding
Deze soort komt voor in tropisch Afrika waaronder Nigeria, Congo-Kinshasa, Ethiopië, Oeganda en Kenia.

## Ondersoorten
- Aroterosia punctilineata punctilineata (Hampson, 1901) (Kenia)
- Aroterosia punctilineata taeniata (Kiriakoff, 1958) (Oeganda)